# 飛鳥井雅量
飛鳥井 雅量（あすかい まさかず）は、戦国時代の公家・歌人、蹴鞠道家。飛鳥井頼孝の子。官位は従四位下・少将。

## 出自
飛鳥井家は、藤原北家難波家の流れをくむ羽林家の一つで、代々の当主は和歌、蹴鞠を家技にした。雅量の祖父・正四位下左近衛少将権中納言・飛鳥井雅康、大伯父の正二位権大納言・雅親は歌人、書家として有名だった。

## 経歴
享禄3年（1530年）9月、雅量は従五位下、同5年（1532年）5月に侍従となり、その後従四位下少将に叙任された。父祖同様、家伝の和歌、蹴鞠をよく修めた。のちに入道し曽衣（そえ）と号した。
天文期、京師の戦乱を避けて土佐国に下り、親族の一条家の賓客となって家門五家の一人に列せられる。永禄6年（1563年）、津野定勝に鞠道八足の図を与えて蹴鞠の秘儀を教えた。一条氏滅亡後は岡豊城に招かれ、長宗我部元親やその子弟に鞠道を教えた。

## 系譜
- 父：飛鳥井頼孝
- 母：不詳
- 妻：不詳
  - 男子：虎熊丸